# Арістід Бансе
Арісті́д Бансе́ (фр. Aristide Bancé; нар. 19 вересня 1984, Абіджан) — буркінійський футболіст, нападник клубу «АСЕК Мімозас» та національної збірної Буркіна-Фасо.

## Клубна кар'єра
Народився 19 вересня 1984 року в місті Абіджан, Кот-д'Івуар, де певний час жили його батьки. Там футболіст почав займатись футболом, виступаючи за команди «Стад Абіджан», «Атлетік» (Аджам) та «Даукро».
2002 року, повернувшись на історичну батьківщину в Буркіна-Фасо, став гравцем столичного «Сантоса» (Уагадугу), де провів наступний сезон.
Влітку 2003 перейшов в бельгійський «Локерен», де провів три роки. В останньому сезоні за «Локерен» в 28 іграх він забив 15 м'ячів, зробивши два хет-трики — в матчах з «Бевереном» та «Вестерло». Всього ж в чемпіонаті Бельгії Бансе забив 27 голів в 77 матчах.
Влітку 2006 року перейшов в донецький «Металург», підписавши контракт терміном дії угоди на 4 роки. Арістід забив свій перший гол у складі нової команди 30 червня в товариському матчі проти «Металіста». За «Металург» провів 12 матчів та забив 2 м'ячі в Вищій лізі. Провів один матч в Кубку України сезону 2006/07. Перший матч у Вищій лізі провів 26 липня 2006 року в матчі з «Дніпром» (0:2). Перший м'яч у «вишці» забив 19 листопада 2006 року в матчі з «Таврією» (1: 2).
В липні 2007 року відправився в оренду в бельгійський клуб «Жерміналь-Беєрсхот», де грав до кінця року, після чого в січні 2008 року був відданий в оренду німецькому клубу «Кіккерс» з Оффенбаха, що виступав у Другій Бундеслізі, де забив 4 м'ячі в 10 матчах.
Влітку 2008 року був проданий іншому клубу Другої Бундесліги «Майнцу», якому в першому ж сезоні допоміг вийти до елітного дивізіону, забивши 14 голів в 32 матчах. У наступному сезоні в Бундеслізі Бансе також залишився основним форвардом команди, забивши 10 голів у 30 матчах.
Влітку 2010 року був куплений еміратським клубом «Аль-Аглі» (Дубай), проте закріпитись в основній команді не зумів, зігравши до кінця року лише 7 матчів в чемпіонаті (2 голи), через що подальшому грав на правах оренди в катарському «Умм-Салалі» та турецькому «Самсунспорі»
У червні 2012 року Бансе повернувся до Німеччини, перейшовши в «Аугсбург». Проте цього разу заграти в Бундеслізі Бансе не зумів, не забивши за сезон жодного голу в чемпіонаті. Через це 2 вересня 2013 року Арістід відправився в оренду в дюссельдорфську «Фортуну» з Другої Бундесліги, але і там за сезон так і не здобув стабільне місце на полі, забивши лише 2 голи в 16 матчах.
В вересні 2014 року на правах вільного агента приєднався до фінського «ГІКа», якому того ж року допоміг вшосте поспіль виграти чемпіонат Фінляндії та стати володарем Кубка Фінляндії. Наразі встиг відіграти за команду з Гельсінкі 4 матчі в національному чемпіонаті.
У лютому 2015 року перейшов в клуб казахстанської Прем'єр-ліги «Іртиш» (Павлодар), проте вже в червні того ж року покинув клуб.
У серпні 2015 року Бансе став гравцем клубу «Чіппа Юнайтед» з південноафриканської Прем'єр-Ліги, де провів один сезон і покинув клуб у травні 2016 року.
У серпні 2016 року Арістід підписав контракт з латвійською «Ригою», де пограв до кінця року, після чого став гравцев івуарійського клубу «АСЕК Мімозас».

## Виступи за збірну
2003 року брав участь у молодіжному чемпіонаті світу, де зіграв в усіх чотирьох матчах та забив один гол, а його збірна дійшла до 1/8 фіналу.
Того ж року дебютував в офіційних матчах у складі національної збірної Буркіна-Фасо.
У складі збірної був учасником Кубка африканських націй 2012 року у Габоні та Екваторіальній Гвінеї, Кубка африканських націй 2013 року у ПАР, дійшовши з командою до фіналу турніру.
Згодом брав участь у континентальних першостях 2015 та 2017 років.
Наразі провів у формі головної команди країни 61 матч, забивши 17 голів.

## Досягнення
- Чемпіон Фінляндії: 2014
- Володар Кубка Фінляндії: 2014
- Срібний призер Кубка африканських націй: 2013
- Бронзовий призер Кубка африканських націй: 2017